# Liste der Hochschulen in Botswana
Die Liste der Hochschulen in Botswana umfasst die in diesem afrikanischen Staat ansässigen tertiären Bildungseinrichtungen. Die staatliche Aufsichtsbehörde ist das Human Resource Development Council, was dem Ministry of Tertiary Education, Research Science and Technology untersteht.

## Staatliche Hochschulen
- Botswana Accountancy College – BAC, in Gaborone und Francistown[2]
- Botswana International University of Science and Technology – BIUST, in Palapye[3]
- Botswana Open University – BOU (früher Botswana College of Distance and Open Learning – BOCODOL), in Gaborone[4]
- Botswana University of Agriculture and Natural Resources – BUAN, in Sebele[5]
- Institute of Development Management – IDM, Botswana Campus in Gaborone[6]
- University of Botswana – UB, in Gaborone, Francistown und Maun

## Weitere höhere Bildungseinrichtungen

### Teacher Training Colleges (Lehrerausbildung)
- Tlokweng College of Education
- Tonota College of Education
- Molepolole College of Education
- Serowe College of Education

### Technical Colleges (Technikerausbildung)
- Botswana College of Engineering and Technology
- Oodi College of Applied Arts and Technology
- Francistown College of Technical and Vocational Education
- Gaborone Technical College